# Gerhard Pietzsch
Gerhard Wilhelm Pietzsch (* 2. Januar 1904 in Dresden; † 6. Juli 1979 in Mannheim) war ein deutscher Musikwissenschaftler.

## Leben
Gerhard Pietzsch wurde 1928 bei Willibald Gurlitt in Freiburg im Breisgau promoviert und habilitierte sich 1931 in Halle an der Saale. Neben Tätigkeiten an verschiedenen Universitäten war er auch als Dramaturg an Theatern beschäftigt. Zum 1. Mai 1933 trat er der NSDAP bei (Mitgliedsnummer 2.452.109).
Seine Schwerpunkte in der Musikwissenschaft lagen auf der älteren Musikgeschichte, wobei er besonders zur Erschließung der Quellen höfischer Musik einen wichtigen Beitrag leistete. Ein weiterer Arbeitsschwerpunkt war die Orgelmusik.

## Veröffentlichungen (Auswahl)
- Die Klassifikation der Musik von Boetius bis Ugolino von Orvieto, Neumayer: Halle 1929.
- Die Musik im Erziehungs- und Bildungsideal des ausgehenden Altertums und frühen Mittelalters, Neumayer: Halle 1932.
- Sachsen als Musikland, Heimatwerk: Dresden 1938.
- Quellen und Forschungen zur Geschichte der Musik am kurpfälzischen Hof zu Heidelberg bis 1622. Verlag der Akademie der Wissenschaften in Mainz, Mainz 1963 (= Abhandlungen der geistes- und sozialwissenschaftlichen Klasse der Akademie der Wissenschaften und der Literatur in Mainz. Jahrgang 1963, Nr. 6).
- Fürsten und fürstliche Musiker im mittelalterlichen Köln: Quellen und Studien, Volk: Köln 1966
- Archivalische Forschungen zur Geschichte der Musik an den Höfen der Grafen und Herzöge von Kleve-Jülich-Berg (Ravensberg) bis zum Erlöschen der Linie Jülich-Kleve im Jahre 1609, Volk: Köln 1971
- Zur Pflege der Musik an den deutschen Universitäten bis zur Mitte des 16. Jahrhundert, Wiss. Buchgesellschaft: Darmstadt 1971.